# Kumbha

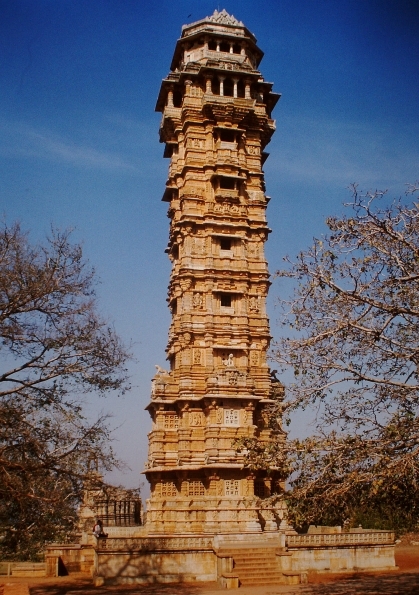
Siegesturm Rana Kumbhas (Vijaya Sthambha) im Fort von Chittorgarh

Kumbha (reg. 1433–1468) war einer der bedeutendsten Ranas (Fürst) des Rajputenstaates Mewar im heutigen indischen Bundesstaat Rajasthan.

## Leben
Kumbha war der Sohn von Rana Mokal und seiner Frau Sobhagya Devi – sein genaues Geburtsjahr ist unbekannt. Mokal wurde im Jahr 1433 Rahmen familiärer Machtkämpfe von seinen Brüdern ermordet, die jedoch weder am Hof noch im Volk Unterstützung fanden und fliehen mussten. So kam Kumbha an die Macht, der in Zeiten permanenter kriegerischer Auseinandersetzungen mit dem Islam und den benachbarten Rajputenstaaten – v. a. mit Marwar – aufgewachsen war. Bereits im Jahr 1435 eroberte er Nagaur, die einzige unter muslimischer Herrschaft befindliche Stadt in Rajasthan. In den 1440er Jahren attackierte Mahmud Khilji, der Sultan von Malwa, wiederholt das Fürstentum Mewar, doch musste er jedes Mal weitgehend unverrichteter Dinge wieder abziehen. In den Folgejahren kooperierte Rana Kumbha mit den Sultanen von Gujarat und Delhi gegen Mahmud Khilji, dem es jedoch Mitte der 1550er Jahre gelang, den neuen Sultan von Gujarat auf seine Seite zu ziehen; daraufhin fielen die Bergfestung von Abu sowie die Städte Sirohi, Ajmer und Mandalgarh in die Hände seiner Gegner, doch gerieten diese wenig später untereinander in Streit, so dass Mewar eine Zeit relativer Ruhe erlebte.

## Nachfolge
Im Jahr 1468 wurde Rana Kumbha von seinem Sohn Udai Singh I. ermordet, der jedoch binnen kurzer Zeit große Gebiete des vom Vater ererbten Herrschaftsgebietes aufgeben musste und fünf Jahre später in Delhi vom Blitz erschlagen wurde. Udai Singhs Enkel war Rana Sanga (reg. 1509–1527); spätere Nachfolger als Herrscher von Mewar waren die Ranas Udai Singh II. (reg. 1540–1572) und Pratap Singh (reg. 1572–1597), die sich mit dem Mogulreich auseinanderzusetzen hatten.

## Bauten
Rana Kumbha errichtete nach den ersten Erfolgen gegen Mahmud Khilji den im Jahr 1448 vollendeten 9-geschossigen und 37 m hohen Siegesturm (Vijaya Sthambha) im Fort von Chittorgarh – eines der außergewöhnlichsten Monumente indischer Architektur; außerdem betrieb er den Bau der nach ihm benannten Festung Kumbhalgarh, eine der größten Fortanlagen ganz Indiens. Von den 84 Festungen Mewars gehen 32 auf seine Initiativen zurück. Darüber hinaus betätigte er sich als Autor zweier – verlorengegangener – Bücher über Musik und gilt als Verfasser eines Kommentars zur Gitagovinda.